# Violsångare
Violsångare (Leptopoecile sophiae) är en asiatisk fågel i familjen stjärtmesar inom ordningen tättingar. Liksom systerarten tofsviolsångaren kategoriserades den tidigare som en del av familjen sångare (Sylviidae). Den är en aktiv fågel som hittas i bergsbelägna buskmarker. Beståndet anses vara livskraftigt. 

## Kännetecken

### Utseende
Violsångaren är en liten (10 centimeter), färgsprakande fågel. Fjäderdräkten går i lila och purpur, med vitt ögonbrynsstreck och rostfärgad hätta. Populationen i centrala Himalaya (obscurus, se nedan) har ljusare fjäderdräkt hos hanen och mörkare hos honan jämfört med västligare populationer.

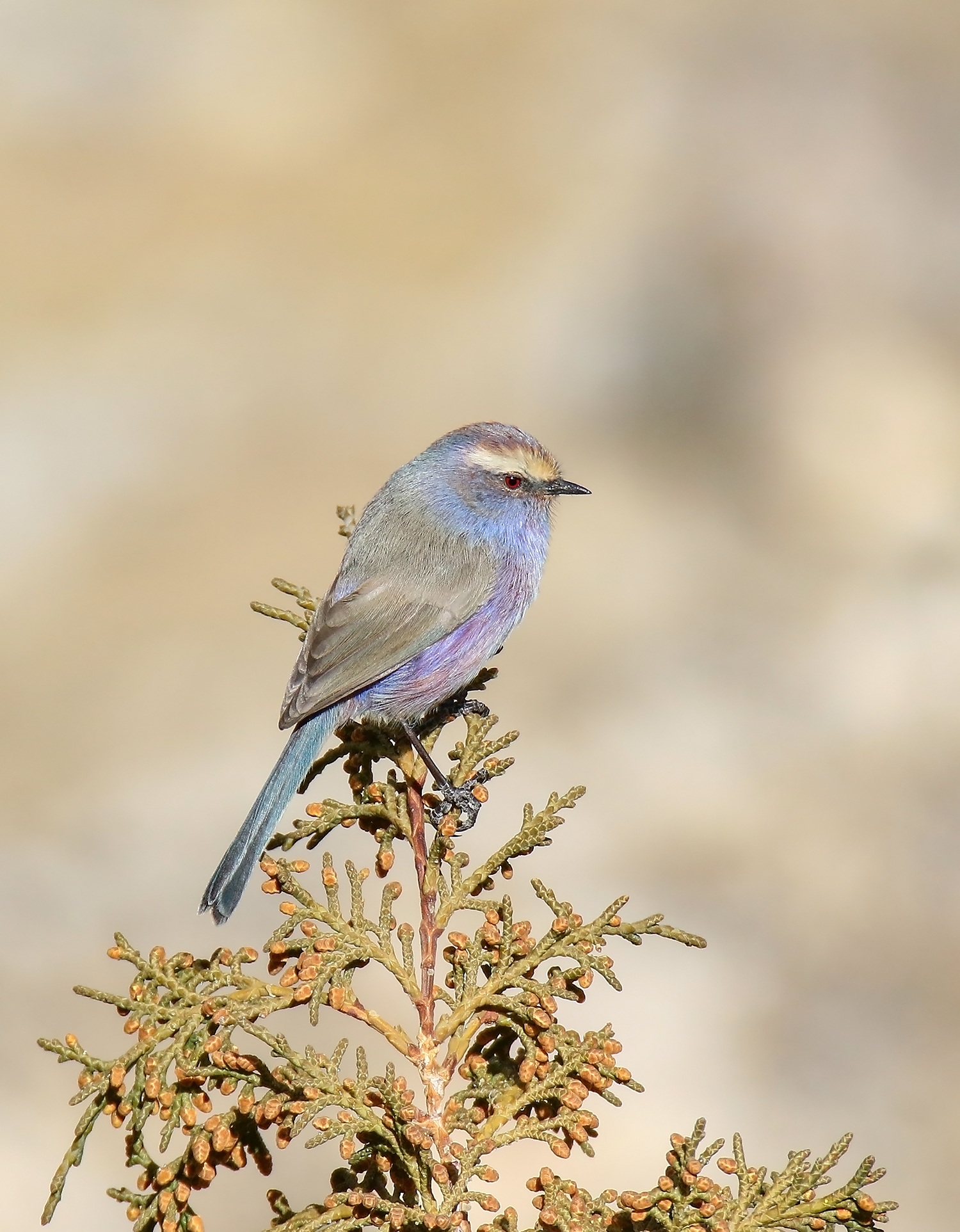

### Läten
Bland lätena hörs hårda "tzrit" och mjuka "teet". Sången beskrivs som tjirpande.

## Utbredning och systematik
Violsångarem förekommer i bergstrakter i Centralasien österut till Gobiöknen och söderut till kinesiska Sichuan. Den delas in i fyra underarter med följande utbredning:
- Leptopoecile sophiae sophiae – bergstrakter från Centralasien till Pakistan och nordvästra Indien
- Leptopoecile sophiae stoliczkae – södra Centralasien till västra Gobiöknen
- Leptopoecile sophiae major – Kazakstan (östra Tien Shan-bergen) till västra Kina (Xinjiang)
- Leptopoecile sophiae obscurus – sydöstra Tibet och södra Kina (sydöstra Xinjiang, Sichuan och södra Gansu)

### Familjetillhörighet
Tidigare placerades arten i den stora sångarfamiljen Sylviidae. DNA-studier har dock visat att dess medlemmar inte är varandras närmaste släktingar och familjen har därefter delats upp i ett antal mindre. Violsångarna står nära stjärtmesarna i Aegotheles och inkluderas numera därför i deras familj Aegothelidae.

## Levnadssätt
Violsångaren hittas i bergsbelägna buskmarker, ofta nära strömmande vattendrag. Den är en mycket aktiv och akrobatisk fågel, men samtidigt mycket tillbakadragen. Fågeln ses i smågrupper eller artblandade flockar på jakt efter ryggradslösa djur. Boet placeras lågt i en buske.

## Status och hot
Arten har ett stort utbredningsområde, men tros minska i antal, dock inte tillräckligt kraftigt för att den ska betraktas som hotad. Internationella naturvårdsunionen IUCN listar arten som livskraftig (LC).  Världspopulationen har inte uppskattats men den beskrivs som vanlig.

## Namn
Fågelns vetenskapliga artnamn hedrar Maria Alexandrovna (1824–1880), gift med Alexander II av Ryssland, född Maximiliana Vilhelmina Augusta Sofia Maria, dotter till Ludvig II av Hessen-Darmstadt.